# Aquilegia tianschanica
Aquilegia tianschanica är en ranunkelväxtart som beskrevs av A.Ya. Butkov. Aquilegia tianschanica ingår i släktet aklejor, och familjen ranunkelväxter. Inga underarter finns listade i Catalogue of Life.